# Siphonaptera
I sifonatteri (Siphonaptera) o afanitteri (Aphaniptera), noti comunemente come pulci, sono un ordine di insetti privi di ali.
Le pulci sono parassiti esterni ematofagi: si nutrono del sangue di mammiferi e uccelli . In passato si è a lungo ritenuto che le pulci si fossero evolute dai ditteri. È grazie alla loro discendenza che gli esemplari di questo ordine si trovano nella sottoclasse tassonomica degli Pterigoti pur essendo sprovvisti di ali. Tuttavia, elementi morfologici e genetici indicano che le pulci siano discendenti dei mecotteri della famiglia dei boreidi; di conseguenza, potrebbero essere riclassificate in futuro come sottordine dell'ordine Mecoptera, anche alla luce della scoperta di Caurinus tlagu nel 2013, un mecottero somigliante ad una pulce nell'aspetto e nell'abilità di compiere salti.
Fra le specie di pulci più comuni si possono citare la Ctenocephalides felis (parassita del gatto), Ctenocephalides canis (parassita del cane), Pulex irritans (parassita dell'uomo), Nosopsyllus fasciatus e Xenopsylla cheopis (parassiti del ratto).
Le pulci vengono spesso confuse con i diversi pidocchi, anch'essi insetti atteri e parassiti dell'uomo e di molti altri mammiferi e uccelli, appartenenti all'ordine dei Siphunculata o anopluri.

## Morfologia

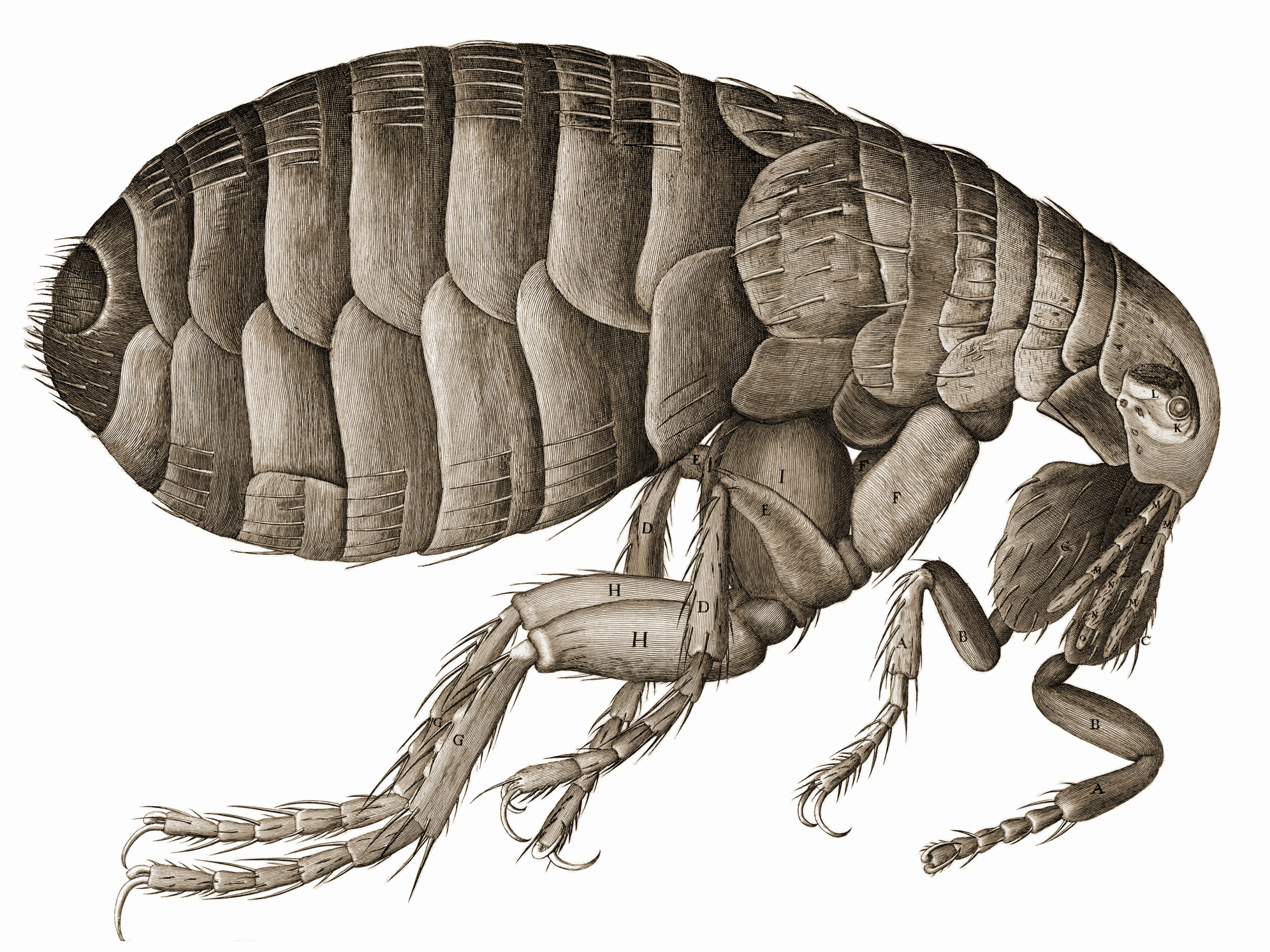
Disegno di Robert Hooke, da Micrographia

Le pulci sono animali di piccole dimensioni, totalmente atteri (cioè privi di ali). L'esoscheletro è in genere compatto e robusto; Il capo è compresso contro il torace, poco mobile, con antenne tri-articolate molto brevi e apparato boccale pungente-succhiatore; le zampe sono altrettanto robuste, e la coppia posteriore è particolarmente sviluppata e consente alla pulce salti di notevole altezza. Tale azione è data da particolari muscoli che prima flettono le zampe, poi un meccanismo di presa le mantiene flesse finché altri muscoli rilasciano la presa permettendo all'energia accumulata di estendere rapidamente le zampe consentendo il salto.

## Ciclo di vita

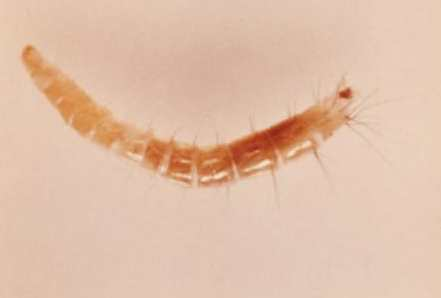
Larva di Xenopsylla cheopis

Le pulci hanno un ciclo di vita completo che comprende le fasi di uovo, larva, pupa e adulto. La trasformazione da uovo a adulto richiede un tempo variabile da due settimane a otto mesi, in funzione delle condizioni climatiche, dalla disponibilità di cibo e dalla specie.
La femmina depone circa 15-20 uova al giorno (circa 600 nell'arco della sua vita), in genere subito dopo essersi nutrita. Le uova vengono deposte sull'ospite. Possono fare da ospite un grandissimo numero di mammiferi (incluso l'uomo) e di uccelli. Le uova, deposte sulla peluria o su penne e piume, possono facilmente cadere e diffondersi nell'ambiente, specialmente nel luogo dove l'ospite si riposa, dorme o nidifica.
Le uova si schiudono in un tempo compreso fra due giorni e due settimane. Nelle abitazioni umane infestate, le larve possono trovarsi nelle crepe dei pavimenti, sotto i bordi dei tappeti, nei letti; all'aperto, la sabbia è uno degli habitat preferiti.
Le larve sono cieche, e si sviluppano in un arco compreso fra una settimana e diversi mesi, passando attraverso tre stadi larvali. Non succhiano direttamente il sangue; si nutrono delle feci di pulci adulte, o frammenti di pelle, pelo o piume.
La metamorfosi da pupa ad adulto avviene all'interno di un bozzolo setoso tessuto dalla larva, a cui aderiscono frammenti di peluria o altri materiali analoghi. Il processo della metamorfosi dura da cinque a quattordici giorni; le pulci adulte possono uscire subito dal bozzolo o attendere di percepire vibrazioni, pressione, calore o diossido di carbonio, tutti segnali che rivelano la potenziale presenza di una fonte di cibo.

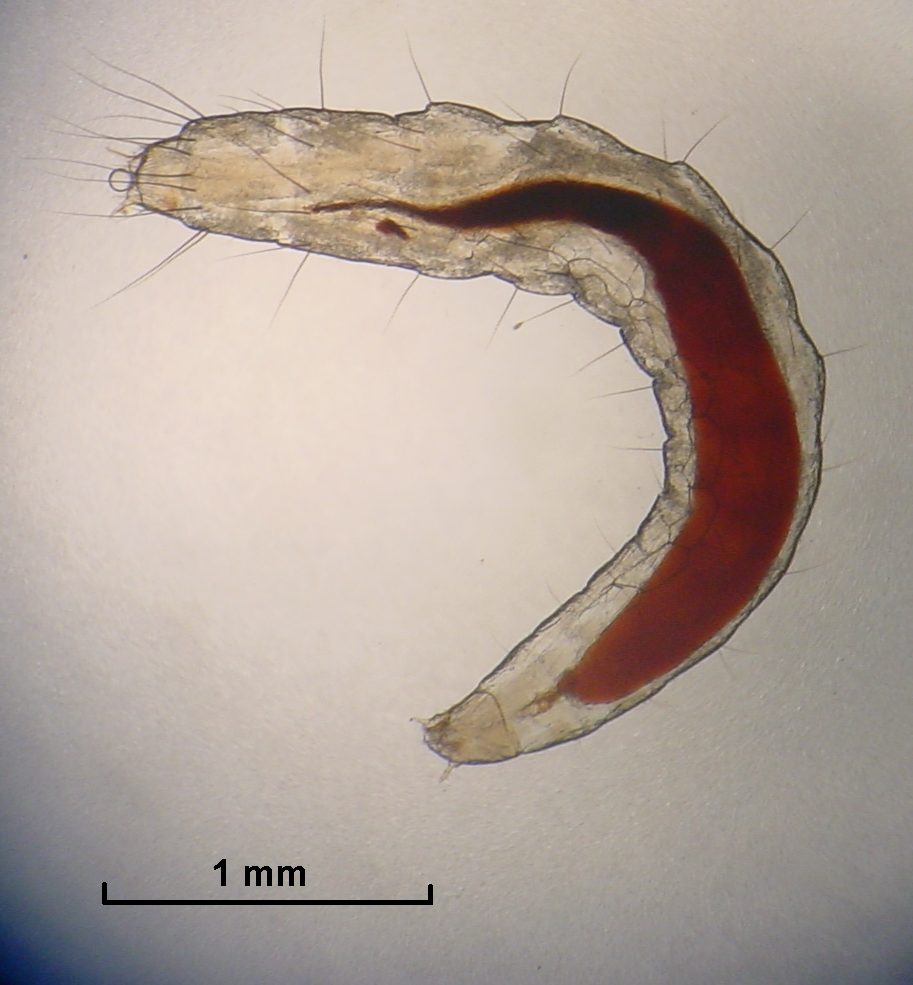
Larva di pulce

La maggior parte delle pulci passano l'inverno nella fase di larva o pupa. La "stagione delle pulci", in cui gli adulti sono attivi, è l'estate o l'inizio dell'autunno. Il numero di individui che sopravvivono all'inverno dipende dalla temperatura; il tasso di sopravvivenza è massimo negli inverni più miti. Nelle aree più calde, per esempio equatoriali e tropicali, gli adulti possono essere presenti durante tutto l'arco dell'anno.

## Importanza patogena

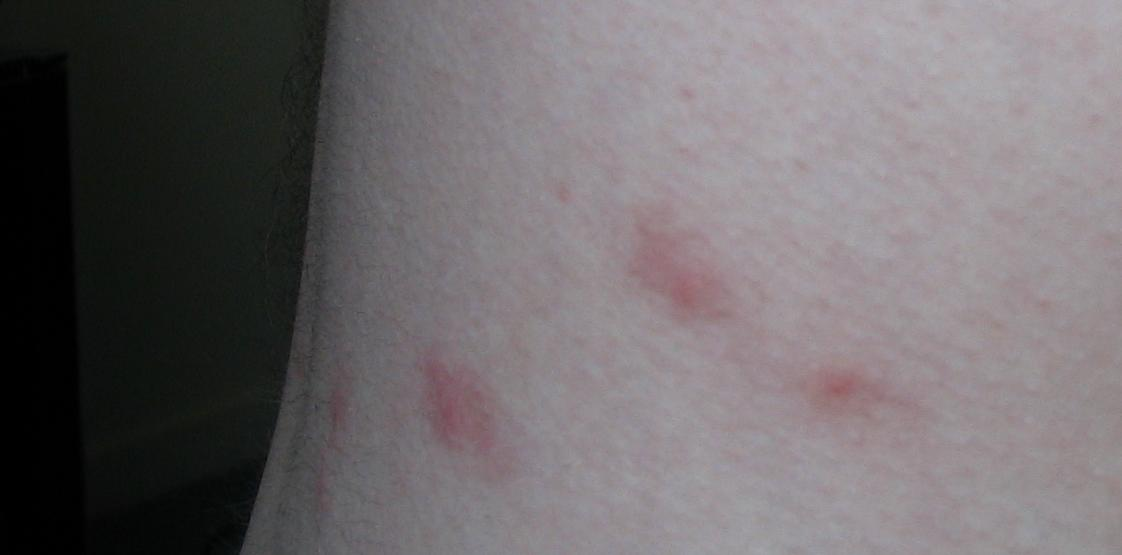
Punture di pulce sulla schiena di un uomo

L'importanza patogena degli Aphaniptera, pur non potendosi paragonare a quella dei Ditteri, risulta tuttavia notevole.
Nella maggior parte dei casi la pulce dell'uomo (Pulex irritans Linnaeus) è più molesta a causa dei suoi movimenti sulla cute che per le sue punture; provoca al suo ospite solo fastidio (arrossamento cutaneo e prurito); tuttavia, alcune persone e alcuni animali possono soffrire di allergia alla saliva delle pulci, e riportare questi sintomi in forme particolarmente violente. In casi estremi, ripetuti morsi di pulce possono causare anemia nell'animale ospite. L'azione delle pulci penetranti è più impegnativa perché alle lesioni prodotte dal parassita possono aggiungersi complicazioni settiche e gangrenose, artriti, necrosi ossee e tendinee, fistole, caduta di falangi o di dita, ecc.
Le pulci possono anche essere vettori o ospiti intermedi, di virus zoopatogeni, di batteri (Enterobatteriacee del genere Salmonella Lign., come la S. enteritidis (Gärtn.) Castell. et Chalm e la S.typhimurium Loeff; Parvobatteriacee del genere Pasteurella Trev., come la P. pestis Lehm. et Neum. e la P.tularensis (McCoy et Chapin) Berg.; Rickettsiaceae del genere Rickettsia Rocha Lima, come la R. prowazekii Rocha Lima e la R. mooseri Monteiro), di Protozoi, di Nematelminti e Platelminti. Particolarmente pericolosa è la pulce  Xenopsylla cheopis Rothsch, forma subcosmopolita ma più frequente nei paesi caldi, che trasmette la peste bubbonica, malattia primaria dei Rosicanti.

## Rimedi

### Trattamento della puntura
La puntura di pulce può essere trattata con idrocortisone.

### Pulci degli animali domestici
Per animali domestici come cani e gatti esistono prodotti veterinari di vario genere che contrastano l'infestazione da parte di pulci. Questi prodotti allontanano le pulci dagli animali, ma non difendono il proprietario o l'abitazione.
È necessario, pertanto, controllare tappeti e divani.

### Pulci nelle abitazioni
L'infestazione di una abitazione deve essere combattuta con strumenti che interrompono il ciclo di vita della pulce, impedendone la riproduzione. In genere, si utilizzano pesticidi analoghi a quelli usati per combattere le tarme. Esistono pesticidi nati specificamente per gli ambienti domestici; il problema dei prodotti antipulci sta nell'azione: alcuni riescono ad uccidere solo gli individui adulti ma non agiscono su uova e larve, altri sono specifici per le larve ma non intaccano gli adulti. Per questo motivo, l'utente è costretto a effettuare diversi cicli di trattamento o a scegliere un prodotto ad ampio raggio da usare, in un'unica soluzione, per l’eliminazione di pulci e larve.

## Significati derivati

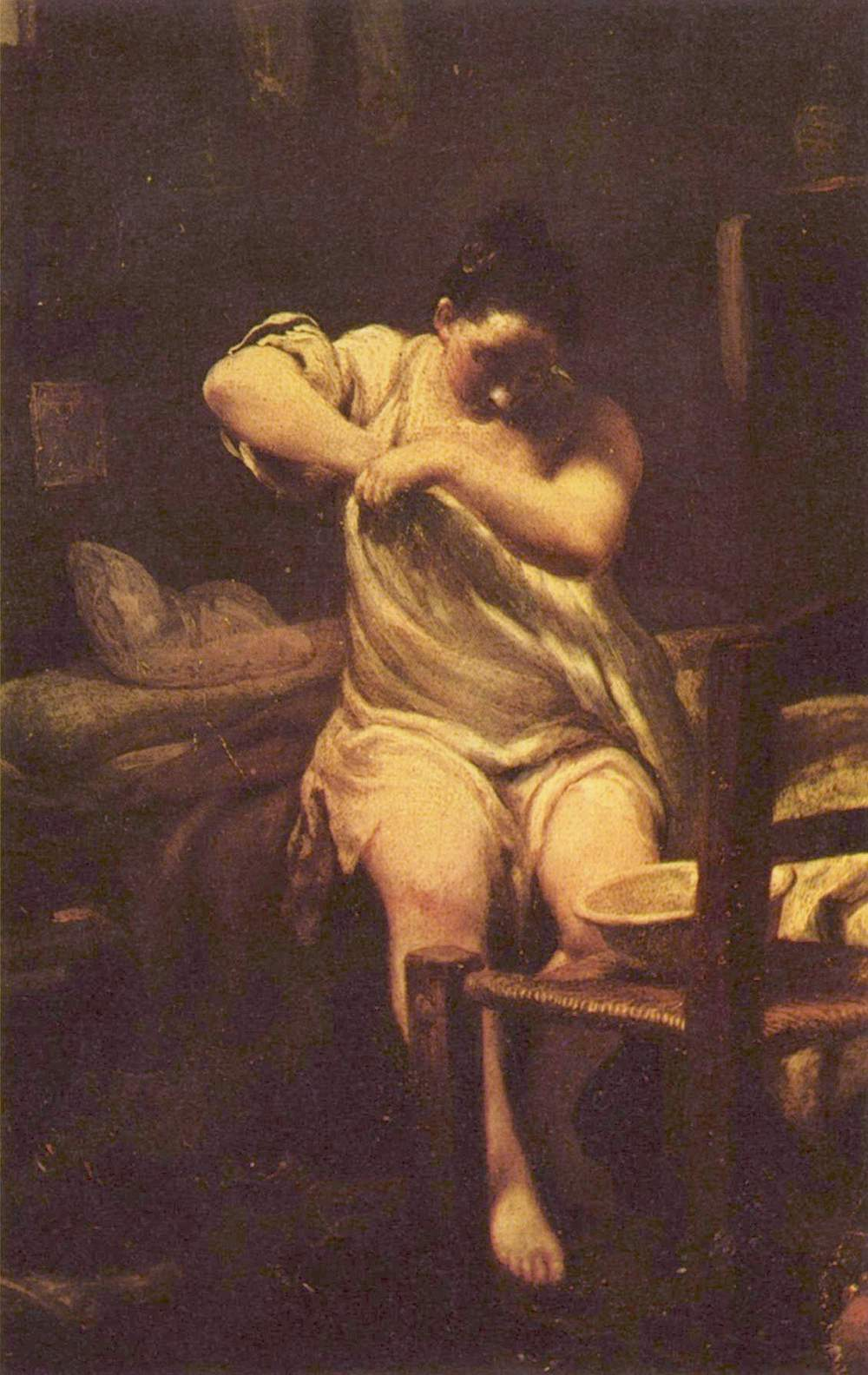
Giuseppe Maria Crespi, Cercatrice di pulci, 1710-1730 (Uffizi)

Derivano il loro nome dalla pulce anche alcuni crostacei di piccole dimensioni e capaci di saltare: la pulce d'acqua e la pulce di mare.
I riferimenti metaforici e informali alle pulci sono paragonabili, per significato e ambito, a quelli al pidocchio. Le parole "pulce" o "pidocchio" possono essere usate per riferirsi (in modo sprezzante o affettuoso) a cose di dimensioni molto piccole, insignificanti, a persone minute e così via. "Pulcioso" o "pidocchioso" sono aggettivi usati per riferirsi a persone indigenti o ambienti poveri. Vi è inoltre il modo di dire "Fare le pulci", che si rifà all'immagine ideale di una persona che 'spulcia' (altra parola, stavolta verbo, derivata) un'altra, ovvero la ripulisce dalle pulci, per riferirsi a una serie di domande o di indagini particolarmente minuziose e che non tralasciano alcun particolare. Un mercato delle pulci è un mercato di oggetti usati (di scarso valore).
Aristofane ne "Le Nuvole", inserisce, in una parodia della filosofia socratica, la disquisizione tra discepoli su una nuova modalità di misura per calcolare la lunghezza del salto di una pulce. (Νεφελαι, rappresentata ad Epidauro, per la prima volta, nel 423 a.C.).
Il circo delle pulci è uno spettacolo di intrattenimento dei circhi in cui vengono mostrate pulci impegnate in azioni insolite, come tirare un carro in miniatura.
Le pulci sono un gioco tradizionale diffuso in tutto il mondo, costituito da piccoli dischi di plastica che saltano quando sono premuti con decisione ai bordi.